# Helen Clitheroe
Helen Teresa Clitheroe née Pattinson est une athlète britannique spécialiste du 1 500 mètres et du 3 000 mètres entrainée par Trevor Painter née le 2 janvier 1974 à Preston.

## Carrière

### Palmarès
| Date                 | Compétition                       | Lieu         | Résultat     | Performance    |
| 1 500 mètres         | 1 500 mètres                      | 1 500 mètres | 1 500 mètres | 1 500 mètres   |
| -------------------- | --------------------------------- | ------------ | ------------ | -------------- |
| 2002                 | Jeux du Commonwealth              | Manchester   | 3e           | 4 min 07 s 62  |
| 2005                 | Championnats d'Europe en salle    | Madrid       | 4e           | 4 min 07 s 54  |
| 2006                 | Jeux du Commonwealth              | Melbourne    | 4e           | 4 min 06 s 81  |
| 2007                 | Championnats d'Europe en salle    | Birmingham   | 4e           | 4 min 08 s 60  |
| 2010                 | Championnats du monde en salle    | Doha         | 7e           | 4 min 10 s 38  |
| 3 000 mètres         |                                   |              |              |                |
| 2011                 | Championnats d'Europe en salle    | Paris-Bercy  | 1er          | 8 min 56 s 66  |
| 3 000 mètres steeple |                                   |              |              |                |
| 2009                 | Championnats d'Europe par équipes | Leiria       | 5e           | 9 min 44 s 67  |
| 5 000 mètres         |                                   |              |              |                |
| 2011                 | Championnats d'Europe par équipes | Stockholm    | 3e           | 15 min 33 s 03 |

### Records
| Épreuve              | Performance   | Lieu   | Date            |
| -------------------- | ------------- | ------ | --------------- |
| 1 500 mètres         | 4 min 01 s 10 | Monaco | 19 juillet 2002 |
| 3 000 mètres         | 8 min 51 s 82 | Rieti  | 29 août 2010    |
| 3 000 mètres steeple | 9 min 29 s 14 | Pékin  | 15 août 2008    |